# Calvi (Włochy)
Calvi (w starożytności Cales) – miejscowość i gmina we Włoszech, w regionie Kampania, w prowincji Benewent.
Według danych na I 2009 gminę zamieszkiwało 2598 osób przy gęstości zaludnienia 117 os./1 km².